# Lilla Ydden
Lilla Ydden är en sjö i Norrköpings kommun i Östergötland och ingår i Kilaåns huvudavrinningsområde.